# CAF 챔피언스리그

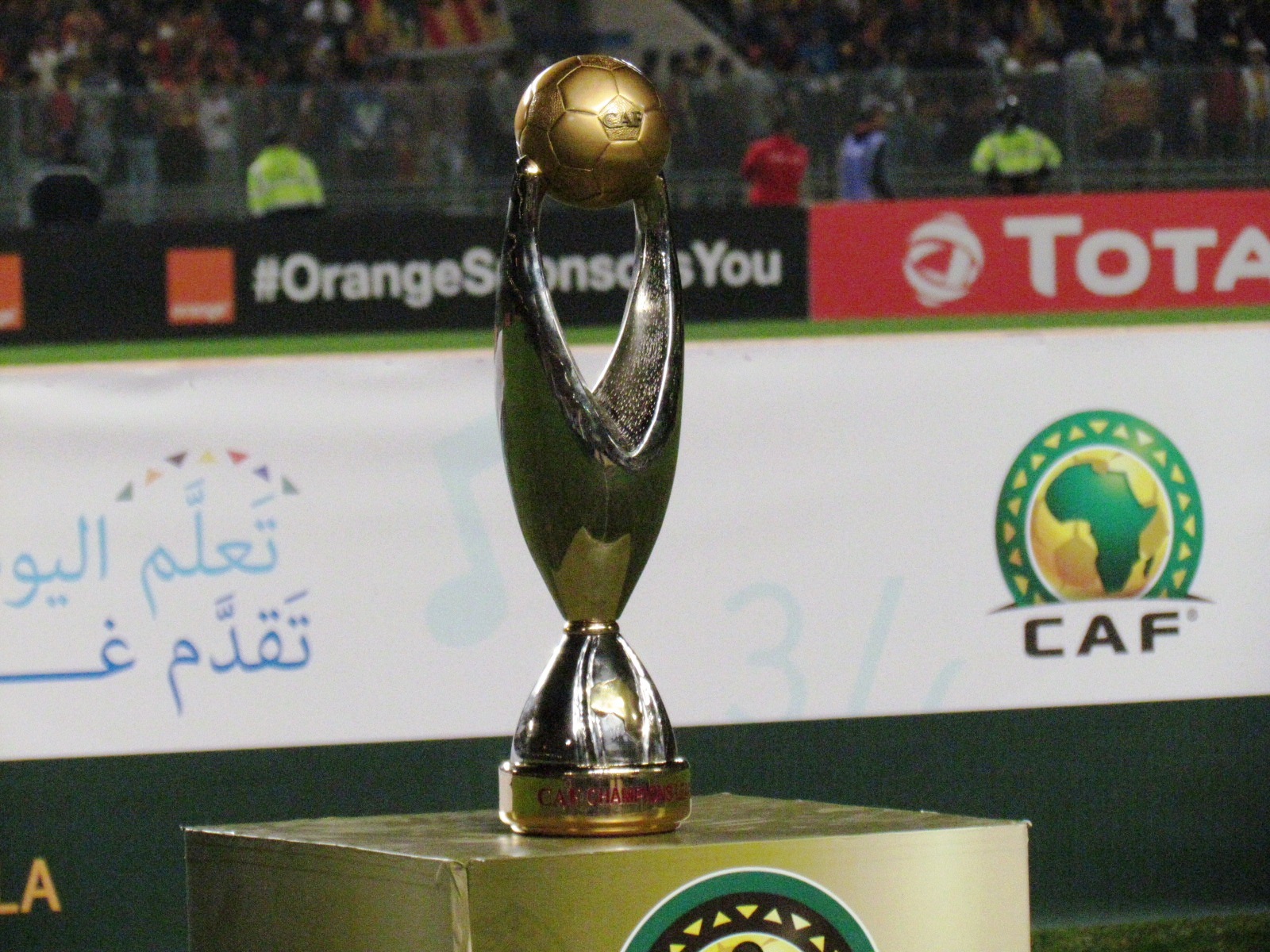
CAF 챔피언스리그 우승 팀에게 수여되는 트로피

CAF 챔피언스리그(CAF Champions League)는 아프리카 축구 연맹(CAF) 주관으로 열리는 국제 클럽 축구 대회이다. CAF 챔피언스리그는 1964년에 시작한 아프리카 각국의 축구 리그 우승 팀이 참가하는 대회로, 아프리카에서는 유럽의 UEFA 챔피언스리그에 해당하는 최고 권위의 아프리카 클럽 축구 대회이다. 우승 팀은 FIFA 클럽 월드컵과 CAF 슈퍼컵에 출전하게 된다. 최다 우승 팀은 이집트의 알아흘리이다.

## 개요 및 방식
CAF 챔피언스리그는 1997년에 창설되었다. CAF 챔피언스리그의 전신은 1964년부터 1996년까지 존재하던 아프리칸 챔피언스 클럽컵(African Cup of Champions Clubs)이다.
대회에는 아프리카의 CAF 소속 국가의 국내 리그 우승 팀들과 전년도 대회 우승 팀이 참가한다. 2004년 대회부터 CAF 소속 국가 가운데 상위 12개국의 리그 준우승 팀 역시 참가하여 총 64개 팀이 참가하게 되었다. 이는 CAF컵과 아프리칸 컵위너스컵이 통합되어 CAF 컨페더레이션컵이라는 대회로 바뀌게 되면서 나타난 결과이다. 상위 12개 팀의 순위는 지난 5년 간의 대회 성적에 따라 정해진다.
챔피언스리그는 녹아웃 토너먼트 형태와 최종 조별 리그 형태로 진행된다. 토너먼트는 3단계로 나뉘는데, 예선전, 1회전(32개 팀), 2회전(16개 팀)으로 구분된다. UEFA 챔피언스리그의 탈락 팀이 UEFA 유로파리그에 나가는 것처럼 2회전에서 탈락한 8개 팀은 CAF 컨페더레이션컵에 나가게 된다. 2회전에서 승리한 8개 팀은 4개 팀씩 2개 조로 나뉘어 조별 리그를 진행한다. 각 조의 1, 2위 팀이 준결승전에 진출하여 우승컵을 놓고 경기를 펼친다.

## 대회의 문제
CAF 챔피언스리그에는 일정, 구조 및 경기장에 대해서 몇가지 문제점이 존재하고 있다.
많은 이들은 경기 일정을 UEFA 챔피언스리그와 유사하게 바꿔야 한다고 생각한다. 기존의 CAF 챔피언스리그는 보통 1월부터 2월 사이에 시작하여 11월에 끝나는 방식이었다. 반면에 CAF에 소속된 국가들의 국내 축구 리그는 보통 7월부터 9월 사이에 시작하여 다음해 4월부터 6월 사이에 끝난다. 모든 국내 리그가 동시에 시작하는 것이 아니기 때문에 대회의 일정은 불완전하게 구성된다는 문제점을 갖고 있었다.
아프리카의 많은 각국 리그들은 CAF 챔피언스리그 일정을 조정하는 것을 희망했다. 이 문제를 해결할 수 있는 유일한 방법은 아프리카 각국의 국내 리그와 CAF 챔피언스리그를 같은 시기에 여는 것이라고 판단했다. 2017년 7월 20일에 열린 CAF 집행위원회가 기존의 CAF 주관 클럽 대회(CAF 챔피언스리그, CAF 컨페더레이션컵) 일정을 2018-19 시즌부터 8월에 시작하여 다음해 5월에 끝내는 안건을 채택했다.
아프리카 각국은 CAF 챔피언스리그의 확대를 원하고 있다. 특히 아프리카 각국의 상위 리그들은 CAF 챔피언스리그가 상위 리그들에 더 많은 출전권을 배정함으로써 더 많은 수익을 창출하여 CAF 챔피언스리그가 더 큰 성공을 거두기를 바라고 있다. 하지만 각 리그 간에 많은 분쟁을 불러일으키고 있다. 또한, 아프리카의 많은 축구 경기장이 잔디의 문제, 열악한 관중석, 안전 등의 문제를 가지고 있다. 아프리카 축구가 발전하기 위해서는 기존 경기장의 개보수 공사와 새로운 경기장의 확보가 필요하다.

## 스폰서
2004년 10월부터 2008년까지는 남아프리카 공화국의 통신 회사인 MTN 그룹이 1,250만 미국 달러 규모의 스폰서 계약을 체결했고 2009년 7월부터 2016년까지는 프랑스의 통신 회사인 오랑주가 1억 유로 규모의 스폰서 계약을 체결했으며 2016년 7월에 프랑스의 석유 회사인 토탈이 2023년까지 9억 5,000만 유로 규모의 스폰서 계약을 체결했다.

## 역대 결과
| 아프리칸 챔피언스 클럽컵 (1964년 ~ 1996년) | 아프리칸 챔피언스 클럽컵 (1964년 ~ 1996년) | 아프리칸 챔피언스 클럽컵 (1964년 ~ 1996년) | 아프리칸 챔피언스 클럽컵 (1964년 ~ 1996년) | 아프리칸 챔피언스 클럽컵 (1964년 ~ 1996년) | 아프리칸 챔피언스 클럽컵 (1964년 ~ 1996년) |
| 시즌                                       | 우승                                       | 결과                                       | 준우승                                     | 4강 진출                                   | 4강 진출                                   |
| ------------------------------------------ | ------------------------------------------ | ------------------------------------------ | ------------------------------------------ | ------------------------------------------ | ------------------------------------------ |
| 1964 상세정보                              | 오릭스 두알라 (카메룬)                     | 2-1                                        | 스타드 말리앵 (말리)                       | 레알 리퍼블리컨스 (가나)                   | 코튼 팩토리 클럽 (에티오피아)              |
| 1966 상세정보                              | 스타드 다비장 (코트디부아르)               | 1차전: 1-3 2차전: 4-1                      | 레알 바마코 (말리)                         | 알힐랄 (수단)                              | 오릭스 두알라 (카메룬)                     |
| 1967 상세정보                              | TP 앙글베르 (콩고 민주 공화국)             | 1차전: 1-1 2차전: 2-2                      | 아산테 코토코 (가나)                       | 졸리바 AC (말리)                           | 세인트조지 SA (에티오피아)                 |
| 1968 상세정보                              | TP 앙글베르 (콩고 민주 공화국)             | 1차전: 5-0 2차전: 1-4                      | 에투알 필랑트 뒤 토고 (토고)               | FAR 라바트 (모로코)                        | 아발루히아 유나이티드 (케냐)               |
| 1969 상세정보                              | 이스마일리 (아랍 연합 공화국)              | 1차전: 2-2 2차전: 3-1                      | TP 앙글베르 (콩고 민주 공화국)             | 아산테 코토코 (가나)                       | 코나크리 II (기니)                         |
| 1970 상세정보                              | 아산테 코토코 (가나)                       | 1차전: 2-2 2차전: 3-1                      | TP 앙글베르 (콩고 민주 공화국)             | 이스마일리 (아랍 연합 공화국)              | AS 칼룸 스타 (기니)                        |
| 1971 상세정보                              | 카농 야운데 (카메룬)                       | 1차전: 0-3 2차전: 2-0 플레이오프: 1-0      | 아산테 코토코 (가나)                       | ASEC 미모자 (코트디부아르)                 | 그레이트 올림픽스 (가나)                   |
| 1972 상세정보                              | 하피아 FC (기니)                           | 1차전: 4-2 2차전: 3-2                      | 심바 FC (우간다)                           | TP 마젬베 (자이르)                         | 하츠 오브 오크 (가나)                      |
| 1973 상세정보                              | AS 비타 클뢰브 (자이르)                    | 1차전: 2-4 2차전: 3-0                      | 아산테 코토코 (가나)                       | 레오파즈 두알라 (카메룬)                   | 케냐 브루어리스 (케냐)                     |
| 1974 상세정보                              | CARA 브라자빌 (콩고 공화국)                | 1차전: 4-2 2차전: 2-1                      | 가즐 알메할라 (이집트)                     | ASC 잔 다르크 (세네갈)                     | 심바 SC (탄자니아)                         |
| 1975 상세정보                              | 하피아 FC (기니)                           | 1차전: 1-0 2차전: 2-1                      | 에누구 레인저스 (나이지리아)               | 가즐 알메할라 (이집트)                     | 로메 I (토고)                              |
| 1976 상세정보                              | MC 알제 (알제리)                           | 1차전: 0-3 2차전: 3-0 승부차기: 3-0        | 하피아 FC (기니)                           | ASEC 미모자 (코트디부아르)                 | 에누구 레인저스 (나이지리아)               |
| 1977 상세정보                              | 하피아 FC (기니)                           | 1차전: 3-2 2차전: 1-0                      | 하츠 오브 오크 (가나)                      | 로메 I (토고)                              | 무풀리라 원더러스 (잠비아)                 |
| 1978 상세정보                              | 카농 야운데 (카메룬)                       | 1차전: 0-0 2차전: 2-0                      | 하피아 FC (기니)                           | 에누구 레인저스 (나이지리아)               | AS 비타 클뢰브 (자이르)                    |
| 1979 상세정보                              | 위니옹 두알라 (카메룬)                     | 1차전: 1-0 2차전: 0-1 승부차기: 5-3        | 하츠 오브 오크 (가나)                      | DC 모테마 펨베 (자이르)                    | US 고레 (세네갈)                           |
| 1980 상세정보                              | 카농 야운데 (카메룬)                       | 1차전: 2-2 2차전: 3-0                      | AS 빌리마 (자이르)                         | 벤델 인슈어런스 (나이지리아)               | 위니옹 두알라 (카메룬)                     |
| 1981 상세정보                              | JE 티지우주 (알제리)                       | 1차전: 4-0 2차전: 1-0                      | AS 비타 클뢰브 (자이르)                    | 알아흘리 (이집트)                          | AS 칼룸 스타 (기니)                        |
| 1982 상세정보                              | 알아흘리 (이집트)                          | 1차전: 3-0 2차전: 1-1                      | 아산테 코토코 (가나)                       | 에누구 레인저스 (나이지리아)               | FC 생엘루아 루포포 (자이르)                |
| 1983 상세정보                              | 아산테 코토코 (가나)                       | 1차전: 0-0 2차전: 1-0                      | 알아흘리 (이집트)                          | 은카나 FC (잠비아)                         | ASC 자라프 (세네갈)                        |
| 1984 상세정보                              | 자말레크 (이집트)                          | 1차전: 2-0 2차전: 1-0                      | 슈팅 스타스 (나이지리아)                   | JS 카빌리 (알제리)                         | AC 세마시 (토고)                           |
| 1985 상세정보                              | FAR 라바트 (모로코)                        | 1차전: 5-2 2차전: 1-1                      | AS 빌리마 (자이르)                         | 자말레크 (이집트)                          | US 고레 (세네갈)                           |
| 1986 상세정보                              | 자말레크 (이집트)                          | 1차전: 2-0 2차전: 0-2 승부차기: 4-2        | 아프리카 스포르 (코트디부아르)             | 카농 야운데 (카메룬)                       | 은카나 FC (잠비아)                         |
| 1987 상세정보                              | 알아흘리 (이집트)                          | 1차전: 0-0 2차전: 2-0                      | 알힐랄 (수단)                              | 아산테 코토코 (가나)                       | 카농 야운데 (카메룬)                       |
| 1988 상세정보                              | ES 세티프 (알제리)                         | 1차전: 0-1 2차전: 4-0                      | 이와냐누 나시오날레 (나이지리아)           | 알아흘리 (이집트)                          | 라자 카사블랑카 (모로코)                   |
| 1989 상세정보                              | 라자 카사블랑카 (모로코)                   | 1차전: 1-0 2차전: 0-1 승부차기: 4-2        | MC 오랑 (알제리)                           | 토네르 야운데 (카메룬)                     | 은카나 FC (잠비아)                         |
| 1990 상세정보                              | JS 카빌리 (알제리)                         | 1차전: 1-0 2차전: 0-1 승부차기: 5-3        | 은카나 FC (잠비아)                         | 아산테 코토코 (가나)                       | 이와냐누 나시오날레 (나이지리아)           |
| 1991 상세정보                              | 클뢰브 아프리캥 (튀니지)                   | 1차전: 6-2 2차전: 1-1                      | SC 빌라 (우간다)                           | 은카나 FC (잠비아)                         | 이와냐누 나시오날레 (나이지리아)           |
| 1992 상세정보                              | 위다드 카사블랑카 (모로코)                 | 1차전: 2-0 2차전: 0-0                      | 알힐랄 (수단)                              | 이스마일리 (이집트)                        | ASEC 미모자 (코트디부아르)                 |
| 1993 상세정보                              | 자말레크 (이집트)                          | 1차전: 0-0 2차전: 0-0 승부차기: 7-6        | 아산테 코토코 (가나)                       | 스테이셔너리 스토어스 (나이지리아)         | ASEC 미모자 (코트디부아르)                 |
| 1994 상세정보                              | 에스페랑스 드 튀니스 (튀니지)              | 1차전: 0-0 2차전: 3-1                      | 자말레크 (이집트)                          | MC 오랑 (알제리)                           | 은카나 FC (잠비아)                         |
| 1995 상세정보                              | 올랜도 파이러츠 (남아프리카 공화국)        | 1차전: 2-2 2차전: 1-0                      | ASEC 미모자 (코트디부아르)                 | 이스마일리 (이집트)                        | 익스프레스 FC (우간다)                     |
| 1996 상세정보                              | 자말레크 (이집트)                          | 1차전: 1-2 2차전: 2-1 승부차기: 5-4        | 슈팅 스타스 (나이지리아)                   | CS 스팍시앵 (튀니지)                       | JS 카빌리 (알제리)                         |
| CAF 챔피언스리그 (1997년 ~ 현재)           |                                            |                                            |                                            |                                            |                                            |
| 1997 상세정보                              | 라자 카사블랑카 (모로코)                   | 1차전: 0-1 2차전: 1-0 승부차기: 5-4        | 오부아시 골드필즈 (가나)                   | USM 알제 (알제리)                          | 자말레크 (이집트)                          |
| 1998 상세정보                              | ASEC 미모자 (코트디부아르)                 | 1차전: 4-2 2차전: 0-0                      | 다이너모스 (짐바브웨)                      | 매닝 레인저스 (남아프리카 공화국)          | 하츠 오브 오크 (가나)                      |
| 1999 상세정보                              | 라자 카사블랑카 (모로코)                   | 1차전: 0-0 2차전: 0-0 승부차기: 4-3        | 에스페랑스 드 튀니스 (튀니지)              | 알아흘리 (이집트)                          | ASEC 미모자 (코트디부아르)                 |
| 2000 상세정보                              | 하츠 오브 오크 (가나)                      | 1차전: 2-1 2차전: 3-1                      | 에스페랑스 드 튀니스 (튀니지)              | 알아흘리 (이집트)                          | 마멜로디 선다운스 (남아프리카 공화국)      |
| 2001 상세정보                              | 알아흘리 (이집트)                          | 1차전: 1-1 2차전: 3-0                      | 마멜로디 선다운스 (남아프리카 공화국)      | 에스페랑스 드 튀니스 (튀니지)              | 페트루 아틀레티쿠 (앙골라)                 |
| 2002 상세정보                              | 자말레크 (이집트)                          | 1차전: 0-0 2차전: 1-0                      | 라자 카사블랑카 (모로코)                   | TP 마젬베 (콩고 민주 공화국)               | ASEC 미모자 (코트디부아르)                 |
| 2003 상세정보                              | 에님바 (나이지리아)                        | 1차전: 2-0 2차전: 0-1                      | 이스마일리 (이집트)                        | USM 알제 (알제리)                          | 에스페랑스 드 튀니스 (튀니지)              |
| 2004 상세정보                              | 에님바 (나이지리아)                        | 1차전: 1-2 2차전: 2-1 승부차기: 5-3        | 에투알 뒤 사엘 (튀니지)                    | 에스페랑스 드 튀니스 (튀니지)              | ASC 잔 다르크 (세네갈)                     |
| 2005 상세정보                              | 알아흘리 (이집트)                          | 1차전: 0-0 2차전: 3-0                      | 에투알 뒤 사엘 (튀니지)                    | 자말레크 (이집트)                          | 라자 카사블랑카 (모로코)                   |
| 2006 상세정보                              | 알아흘리 (이집트)                          | 1차전: 1-1 2차전: 1-0                      | CS 스팍시앵 (튀니지)                       | ASEC 미모자 (코트디부아르)                 | 올랜도 파이러츠 (남아프리카 공화국)        |
| 2007 상세정보                              | 에투알 뒤 사엘 (튀니지)                    | 1차전: 0-0 2차전: 3-1                      | 알아흘리 (이집트)                          | 알힐랄 (수단)                              | 알이티하드 (리비아)                        |
| 2008 상세정보                              | 알아흘리 (이집트)                          | 1차전: 2-0 2차전: 2-2                      | 코통 스포르 (카메룬)                       | 에님바 (나이지리아)                        | 다이너모스 (짐바브웨)                      |
| 2009 상세정보                              | TP 마젬베 (콩고 민주 공화국)               | 1차전: 2-1 2차전: 1-0                      | 하트랜드 (나이지리아)                      | 알힐랄 (수단)                              | 카노 필라스 (나이지리아)                   |
| 2010 상세정보                              | TP 마젬베 (콩고 민주 공화국)               | 1차전: 5-0 2차전: 1-1                      | 에스페랑스 드 튀니스 (튀니지)              | JS 카빌리 (알제리)                         | 알아흘리 (이집트)                          |
| 2011 상세정보                              | 에스페랑스 드 튀니스 (튀니지)              | 1차전: 0-0 2차전: 1-0                      | 위다드 카사블랑카 (모로코)                 | 알힐랄 (수단)                              | 에님바 (나이지리아)                        |
| 2012 상세정보                              | 알아흘리 (이집트)                          | 1차전: 1-1 2차전: 2-1                      | 에스페랑스 드 튀니스 (튀니지)              | TP 마젬베 (콩고 민주 공화국)               | 선샤인 스타스 (나이지리아)                 |
| 2013 상세정보                              | 알아흘리 (이집트)                          | 1차전: 1-1 2차전: 2-0                      | 올랜도 파이리츠 (남아프리카 공화국)        | 에스페랑스 드 튀니스 (튀니지)              | 코통 스포르 (카메룬)                       |
| 2014 상세정보                              | ES 세티프 (알제리)                         | 1차전: 2-2 2차전: 1-1 (원정 다득점)        | AS 비타 클뢰브 (콩고 민주 공화국)          | CS 스팍시앵 (튀니지)                       | TP 마젬베 (콩고 민주 공화국)               |
| 2015 상세정보                              | TP 마젬베 (콩고 민주 공화국)               | 1차전: 2-1 2차전: 2-0                      | USM 알제 (알제리)                          | 알메리크 (수단)                            | 알힐랄 (수단)                              |
| 2016 상세정보                              | 마멜로디 선다운스 (남아프리카 공화국)      | 1차전: 3-0 2차전: 0-1                      | 자말레크 (이집트)                          | ZESCO 유나이티드 (잠비아)                  | 위다드 카사블랑카 (모로코)                 |
| 2017 상세정보                              | 위다드 카사블랑카 (모로코)                 | 1차전: 1-1 2차전: 1-0                      | 알아흘리 (이집트)                          | 에투알 뒤 사엘 (튀니지)                    | USM 알제 (알제리)                          |
| 2018 상세정보                              | 에스페랑스 드 튀니스 (튀니지)              | 1차전: 1-3 2차전: 3-0                      | 알아흘리 (이집트)                          | ES 세티프 (알제리)                         | 프리메이루 드 아고스투 (앙골라)            |
| 2018-19 상세정보                           | 에스페랑스 드 튀니스 (튀니지)              | 1차전: 1-1 2차전: 1-0 (중단)               | 위다드 카사블랑카 (모로코)                 | TP 마젬베 (콩고 민주 공화국)               | 마멜로디 선다운스 (남아프리카 공화국)      |
| 2019-20 상세정보                           | 알아흘리 (이집트)                          | 2-1                                        | 자말레크 (이집트)                          | 라자 카사블랑카 (모로코)                   | 위다드 카사블랑카 (모로코)                 |
| 2020-21 상세정보                           | 알아흘리 (이집트)                          | 3-0                                        | 카이저 치프스 (남아프리카 공화국)          | 위다드 카사블랑카 (모로코)                 | 에스페랑스 드 튀니스 (튀니지)              |
| 2021-22 상세정보                           | 위다드 카사블랑카 (모로코)                 | 2-0                                        | 알아흘리 (이집트)                          | ES 세티프 (알제리)                         | 페트루 아틀레티쿠 (앙골라)                 |

## 통계

### 클럽별 우승 횟수
| 클럽                  | 우승 | 준우승 | 우승 시즌                                                  | 준우승 시즌                  |
| --------------------- | ---- | ------ | ---------------------------------------------------------- | ---------------------------- |
| 알아흘리              | 10   | 5      | 1982, 1987, 2001, 2005, 2006, 2008, 2012, 2013, 2020, 2021 | 1983, 2007, 2017, 2018, 2022 |
| TP 마젬베             | 5    | 2      | 1967, 1968, 2009, 2010, 2015                               | 1969, 1970                   |
| 자말레크              | 5    | 3      | 1984, 1986, 1993, 1996, 2002                               | 1994, 2016, 2020             |
| 에스페랑스 드 튀니스  | 4    | 4      | 1994, 2011, 2018, 2019                                     | 1999, 2000, 2010, 2012       |
| 하피아 FC             | 3    | 2      | 1972, 1975, 1977                                           | 1976, 1978                   |
| 위다드 카사블랑카     | 3    | 2      | 1992, 2017, 2022                                           | 2011, 2019                   |
| 라자 카사블랑카       | 3    | 1      | 1989, 1997, 1999                                           | 2002                         |
| 카농 야운데           | 3    | 0      | 1971, 1978, 1980                                           | –                            |
| 아산테 코토코         | 2    | 5      | 1970, 1983                                                 | 1967, 1971, 1973, 1982, 1993 |
| JS 카빌리             | 2    | 0      | 1981, 1990                                                 | –                            |
| 에님바                | 2    | 0      | 2003, 2004                                                 | –                            |
| ES 세티프             | 2    | 0      | 1988, 2014                                                 | –                            |
| AS 비타 클뢰브        | 1    | 2      | 1973                                                       | 1981, 2014                   |
| 하츠 오브 오크        | 1    | 2      | 2000                                                       | 1977, 1979                   |
| 에투알 뒤 사엘        | 1    | 2      | 2007                                                       | 2004, 2005                   |
| 이스마일리            | 1    | 1      | 1969                                                       | 2003                         |
| 올랜도 파이러츠       | 1    | 1      | 1995                                                       | 2013                         |
| ASEC 미모자           | 1    | 1      | 1998                                                       | 1995                         |
| 오릭스 두알라         | 1    | 0      | 1964                                                       | –                            |
| 스타드 다비장         | 1    | 0      | 1966                                                       | –                            |
| CARA 브라자빌         | 1    | 0      | 1974                                                       | –                            |
| MC 알제               | 1    | 0      | 1976                                                       | –                            |
| 위니옹 두알라         | 1    | 0      | 1979                                                       | –                            |
| FAR 라바트            | 1    | 0      | 1985                                                       | –                            |
| 클뢰브 아프리캥       | 1    | 0      | 1991                                                       | –                            |
| AS 드라공/빌리마      | 0    | 2      | –                                                          | 1980, 1985                   |
| 알힐랄                | 0    | 2      | –                                                          | 1987, 1992                   |
| 슈팅 스타스           | 0    | 2      | –                                                          | 1984, 1996                   |
| 하트랜드              | 0    | 2      | –                                                          | 1988, 2009                   |
| 스타드 말리앵         | 0    | 1      | –                                                          | 1964                         |
| 레알 바마코           | 0    | 1      | –                                                          | 1966                         |
| 에투알 필랑트 뒤 토고 | 0    | 1      | –                                                          | 1968                         |
| 심바 FC               | 0    | 1      | –                                                          | 1972                         |
| 가즐 알메할라         | 0    | 1      | –                                                          | 1974                         |
| 에누구 레인저스       | 0    | 1      | –                                                          | 1975                         |
| 아프리카 스포르       | 0    | 1      | –                                                          | 1986                         |
| MC 오랑               | 0    | 1      | –                                                          | 1989                         |
| 은카나 FC             | 0    | 1      | –                                                          | 1990                         |
| SC 빌라               | 0    | 1      | –                                                          | 1991                         |
| 아샨티 골드           | 0    | 1      | –                                                          | 1997                         |
| 다이너모스            | 0    | 1      | –                                                          | 1998                         |
| CS 스팍시앵           | 0    | 1      | –                                                          | 2006                         |
| 코통 스포르           | 0    | 1      | –                                                          | 2008                         |
| USM 알제              | 0    | 1      | –                                                          | 2015                         |
| 카이저 치프스         | 0    | 1      | –                                                          | 2021                         |

### 국가별 우승 횟수
| 국가              | 우승 횟수 | 준우승 횟수 |
| ----------------- | --------- | ----------- |
| 이집트            | 16        | 10          |
| 튀니지            | 6         | 7           |
| 모로코            | 7         | 3           |
| 콩고 민주 공화국  | 6         | 6           |
| 알제리            | 5         | 2           |
| 카메룬            | 5         | 1           |
| 가나              | 3         | 8           |
| 기니              | 3         | 2           |
| 나이지리아        | 2         | 5           |
| 코트디부아르      | 2         | 2           |
| 남아프리카 공화국 | 2         | 3           |
| 콩고 공화국       | 1         | 0           |
| 말리              | 0         | 2           |
| 수단              | 0         | 2           |
| 우간다            | 0         | 2           |
| 토고              | 0         | 1           |
| 잠비아            | 0         | 1           |
| 짐바브웨          | 0         | 1           |

## 같이 보기
- CAF 컨페더레이션컵
- CAF 슈퍼컵
- 아프리칸 컵위너스컵
- CAF컵

### 내용주
1. ↑  1997년부터 2001년까지 준결승전 대신에 조별 리그로 진행되었다. 각 조의 1위 팀은 결승전에 나가고 남은 팀은 4강 진출팀으로 남게 되었다.
2. ↑  2018-19년 CAF 챔피언스리그 결승전 2차전 경기는 후반전 14분에 에스페랑스 드 튀니스가 1-0으로 앞서고 있던 상황에서 위다드 카사블랑카 선수단이 비디오 어시스턴트 레프리(VAR) 시스템 고장과 관련된 심판들의 판정에 대한 항의의 표시로 경기장을 떠나면서 경기가 80분 동안 중단되었다. 심판들이 해당 경기를 위다드 카사블랑카의 기권패로 처리함에 따라 에스페랑스 드 튀니스가 우승을 차지하게 되었다.[2][3] 그러나 아프리카 축구 연맹(CAF) 집행위원회가 2019년 6월 5일에 열린 회의에서 해당 경기를 무효 처리하고 중립 지대에서 다시 개최하기로 결정함에 따라 에스페랑스 드 튀니스는 우승 트로피와 메달을 반납하게 되었다.[4][5] 하지만 스포츠 중재 재판소(CAS)가 2019년 7월 31일에 아프리카 축구 연맹의 재경기 결정을 무효 처리함에 따라 아프리카 축구 연맹은 해당 경기에 대한 징계 결정을 새로 내리기로 결정했다.[6] 아프리카 축구 연맹 징계위원회는 2019년 8월 7일에 열린 회의에서 해당 경기를 위다드 카사블랑카의 기권패로 처리하는 한편 에스페랑스 드 튀니스를 2018-19년 CAF 챔피언스리그 우승 팀으로 공식 선언했다.[7]

### 참고주
1. ↑  “www.sportscheduler.co.sz/caf_champions_league_04”. 2005년 3월 18일에 원본 문서에서 보존된 문서. 2005년 5월 27일에 확인함.
2. ↑  “ES Tunis crowned CAF Champions in shambolic circumstances”. 《AS.com》. 2019년 6월 1일. 2019년 9월 14일에 원본 문서에서 보존된 문서. 2021년 6월 21일에 확인함.
3. ↑  “VAR 고장… 경기 강행했다가 폭삭 망한 결승전”. 베스트일레븐. 2019년 6월 1일.
4. ↑  “Caf Champions League: Esperance ordered to return medals and face Wydad Casablanca again”. BBC 스포츠 (BBC Sport). 2019년 6월 5일.
5. ↑  “고장난 VAR 때문에…아프리카 챔스리그 결승 2차전 재경기”. 연합뉴스. 2019년 6월 6일.
6. ↑  “Le Tribunal Arbitral du Sport (TAS) annule la décision du Comité Exécutif de la CAF” (PDF) (프랑스어). 스포츠 중재 재판소 (Court of Arbitration for Sport). 2019년 7월 31일. 2019년 8월 7일에 확인함.
7. ↑  “Decisions of the Disciplinary Board 7th of August 2019”. 아프리카 축구 연맹 (CAF). 2019년 8월 7일.